# 多布爾巴赫河 (莫薩赫河支流)
48°1′52.02″N 11°52′56.23″E / 48.0311167°N 11.8822861°E

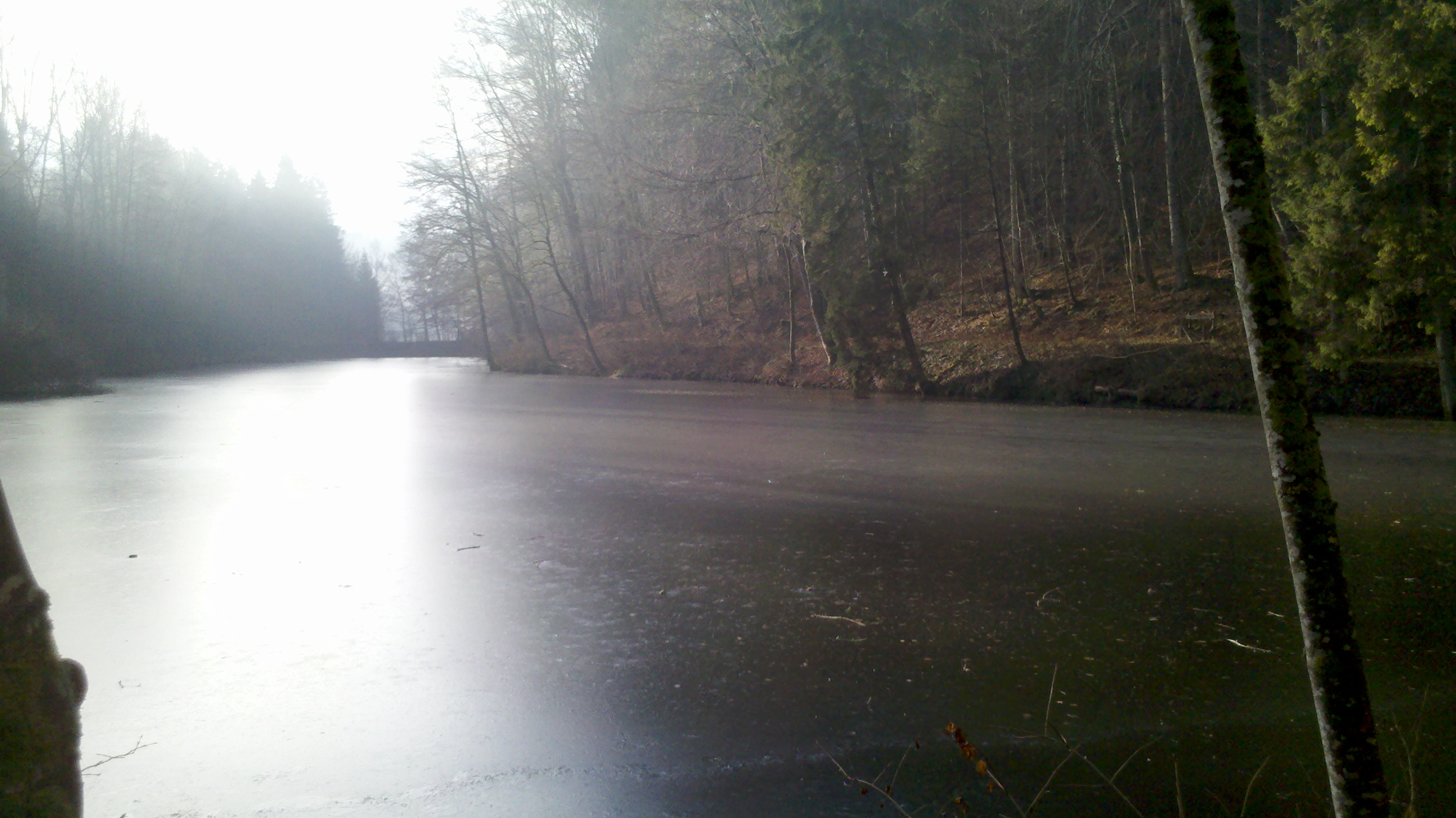

多布爾巴赫河（德語：Doblbach），是德國的河流，位於該國東南部，由巴伐利亞負責管轄，屬於莫薩赫河的右支流，河道全長5公里，流域面積5.2平方公里。